# トライアイズ
株式会社トライアイズは、1995年3月16日に東京都で設立された日本の持株会社である。旧社名はドリームテクノロジーズ。情報技術企業として設立されたが、2007年1月以降はすべての事業を子会社で行う純粋持株会社に移行した。東京都千代田区に本社がある。東京証券取引所グロース市場上場企業である。

## 沿革
- 1995年3月 - ソフマップ創業者の鈴木慶がソフマップ・エフ・デザイン株式会社設立。
- 1996年3月 - ソフマップ・フューチャー・デザイン株式会社に社名変更。
- 1998年3月 - 株式会社ゼンリンと地図ソフトウェア分野における業務提携を発表。
- 1999年
  - 2月 - エスエフディ株式会社に社名変更。
  - 11月 - ドリームテクノロジーズ株式会社に社名変更。
- 2002年5月 - 東京都中央区日本橋本町に本社を移転。
- 2003年12月 - 東京都渋谷区広尾一丁目に本社を移転。
- 2004年11月 - 「Yahoo!オークション」にて「ZOOMA」を利用したサービスを開始。
- 2005年
  - 3月 - 平成電電株式会社から、同社営業部門のうち、ISP（インターネット・サービス・プロバイダ）向けダイヤルアップ接続事業に関する営業部門を譲受け。
  - 4月 - オムニトラスト・ジャパン株式会社、DTはやぶさ証券株式会社を設立。
  - 10月21日 - DTはやぶさ証券を売却。
  - 11月 - 村上ファンドが大株主になる。
  - 11月30日 - 代表取締役が山本勝三から池田均に交代する。理由は本人の健康上の都合による。
  - 12月11日 - 平成電電の再建スポンサーに決定する。
- 2006年
  - 4月16日 - 平成電電の再建を見送る（平成電電は民事再生から破産へ変更になる）。
  - 6月16日 - 連結子会社の平成電電コミュニケーションズからマイライン事業が日本テレコムへ10億円で譲渡される。
  - 8月17日 - 平成電電コミュニケーションズがDTコミュニケーションズに社名変更。
  - 9月17日 - 本社社屋が11階から19階（平成電電本社跡）に移動。
- 2007年
  - 1月1日 - 「ZOOMA」事業をオムニトラスト・ジャパンに吸収分割、持株会社となる。
  - 4月1日 - 会社商号をドリームテクノロジーズからトライアイズに変更。
  - 9月4日 - 保有するアジア航測の全株式を日本アジアホールディングズに売却。
  - 11月 - 株式会社アイ・エヌ・エー（現:株式会社クレアリア）を子会社化。
- 2008年11月 - 株式会社東京ブラウス、株式会社HAMANO1880（現:濱野皮革工藝株式会社）、株式会社松崎、松崎生産株式会社の株式を株式会社ヤマノホールディングスより取得し子会社化。
- 2009年
  - 2月 - 東京都千代田区に本社を移転。
  - 9月 - 子会社の株式会社松崎を存続会社とし、同じく子会社の松崎生産株式会社を吸収合併。
- 2010年
  - 5月17日 - 株式会社松崎が破産手続きを開始する。負債額は約13億円[1]。
  - 5月18日 - インターネットによる衣料品・雑貨等の販売を手掛ける子会社として株式会社セレクティブを設立。
  - 5月31日 - 東京ブラウス株式会社が民事再生法の適用を申請する。負債額は約16億2800万円[2]。
  - 6月18日 - 子会社の管理業務を集約する会社として株式会社トライアイズビジネスサービスを設立。
  - 11月16日 - 東京ブラウス株式会社の民事再生計画認可決定。東京ブラウス株式会社を完全子会社とすることが確定。
- 2011年
  - 1月6日 - 東京ブラウス株式会社の民事再生手続終結。
  - 12月 - 拓莉司国際有限公司の全持分を東京ブラウス株式会社より取得し、直接子会社化。
- 2018年7月 - 濱野皮革工藝株式会社を存続会社とする吸収合併により、東京ブラウス株式会社及び株式会社セレクティブを解散。
- 2021年
  - 9月27日 - 代表取締役社長の池田均が逝去し、同日付で代表取締役社長を退任。
  - 10月1日 - 副社長の佐藤有希子が代表取締役社長になる。
- 2023年10月 - 常務取締役の東郷薫が代表取締役社長になる。

## 主な販売商品
- ZOOMA

## 関連会社・子会社
- 現存する会社
  - 濱野皮革工藝株式会社
  - 株式会社クレアリア
  - 株式会社トライアイズビジネスサービス
  - 拓莉司国際有限公司
- 破産・休眠した会社
  - 平成電電株式会社
  - ジャパンワイヤレス株式会社
  - 平成高速通信株式会社
  - DTコミュニケーションズ - 平成電電ブランドによるマイライン事業を展開。2005年7月、ドリームテクノロジーズとの株式交換によりドリームテクノロジーズの子会社に。2006年に日本テレコム（現:ソフトバンク）に事業譲渡され、長い休眠状態を経て2008年末に解散。
  - トライアイズソリューション株式会社（旧:オムニトラストジャパン） - アイ・エヌ・エーに全事業譲渡し、2008年末に解散。
  - 株式会社松崎 - 2010年5月破産手続き開始
  - 株式会社東京ブラウス - 濱野皮革工藝株式会社に吸収合併し、2018年7月に解散。
  - 株式会社セレクティブ
- その他（売却等で現在は関連会社から外れた会社）
  - アジア航測
  - 株式会社ベストシステムズ

## 社名の由来
洞察力(Insight)、誠実な企業姿勢(Integrity)、前向きに取り組む姿勢(Initiative)。これら3つの頭文字に由来。